# Platycryptus arizonensis
Platycryptus arizonensis är en spindelart som först beskrevs av Barnes 1958.  Platycryptus arizonensis ingår i släktet Platycryptus och familjen hoppspindlar. Inga underarter finns listade i Catalogue of Life.